# 石田三示
石田 三示（いしだ みつじ、1952年1月27日 - ）は、日本の政治家。
衆議院議員（1期）、新党きづな副代表などを歴任した。

## 経歴
千葉県鴨川市出身。千葉県立長狭高等学校卒業。
家業の農業に従事し、千葉県NPO活動推進委員、長狭中学校PTA会長、鴨川農協理事などを歴任。NPO法人大山千枚田保存会・理事長、農事組合法人鴨川自然王国・代表理事などを務める。
2007年の千葉県議会議員選挙に民主党公認で鴨川市選挙区より出馬するも落選。2009年、第45回衆議院議員総選挙に民主党公認で出馬し比例南関東ブロック37位で当選。2011年2月17日民主党政権交代に責任を持つ会に入会。
2011年12月28日、野田内閣の消費増税路線に反発し、内山晃らとともに離党届を提出（民主党は2012年2月7日の常任幹事会で離党届を受理せず除籍処分とすることを決定した）。2012年1月5日には内山らと共に『新党きづな』を結成し、党副代表に就任した。同年11月、国民の生活が第一に合流。
同年12月に行われた第46回衆議院議員総選挙には出馬せず、そのまま政界を引退。日本未来の党への合流を表明し解党した「国民の生活が第一」に最後まで残った唯一の元衆議院議員となった。

## 人物
鴨川市在住のジャーナリスト・高野孟と交流がある。